# Кахатагасдігілія (підрозділ окружного секретаріату)
Підрозділ окружного секретаріату Кахатагасдігілія — підрозділ окружного секретаріату округу Анурадхапура, Північно-Центральна провінція, Шрі-Ланка. Складається з 40 Грама Ніладхарі.